# Gabrielle Weidner
Gabrielle Hermine Weidner (Brussel, 17 augustus 1914 – Königsberg in der Neumark, 17 februari 1945) was een Nederlands verzetsstrijdster, actief in het Franse verzet tijdens de Tweede Wereldoorlog.

## Levensloop
Gabrielle Weidner werd geboren in Brussel als dochter van Nederlandse ouders. Ze groeide op in Zwitserland, dicht tegen de Franse grens bij  Collonges-sous-Salève - een plaats in het Franse departement Haute-Savoie, waar haar vader Johan Hendrik Weidner sr. Latijn en Grieks doceerde aan het Kerkgenootschap der Zevende-dags Adventisten. Als gevolg van haar multiculturele achtergrond en haar middelbare school in Londen sprak ze verschillende talen.

## De oorlogsjaren
Bij het uitbreken van de Tweede Wereldoorlog woonde ze in Parijs, waar ze als vrome jonge vrouw werk deed voor het Kerkgenootschap der Zevende-dags Adventisten. Met de daaropvolgende bezetting van Frankrijk door Duitsland vluchtte ze met haar broer Jean Weidner, samen met een aantal anderen, naar Lyon in het onbezette deel van Frankrijk. Toen in 22 juni 1940 de Duitse bezetter de Vichy-regering installeerde onder leiding van maarschalk Pétain, keerde ze terug naar Parijs, terwijl haar broer Jean in Lyon het ondergronds netwerk “Dutch-Paris” oprichtte. In Parijs hervatte ze haar werk voor het kerkgenootschap, van waaruit ze in het geheim met hulp van andere vrijwilligers ontsnappingen voor Dutch-Paris hielp te coördineren. Als belangrijk lid van de résistance is ze verantwoordelijk geweest voor de redding van meer dan 1.080 mensen, waaronder 800 Nederlandse Joden en meer dan 112 neergehaalde geallieerde piloten.

## Arrestatie
Op zaterdag 26 februari 1944 werd bij toeval een jonge vrouwelijke koerier door de Franse politie opgepakt en uitgeleverd aan de Gestapo. Tegen alle regels in had ze een kladblok bij zich met namen en adressen van Dutch-Paris leden. Ze werd op brute wijze ondervraagd, waarbij een bewaker haar hoofd onder koud water hield totdat ze bijna verdronk. Onder marteling onthulde ze vele namen van belangrijke leden van het ondergronds netwerk. Als gevolg daarvan werd een groot aantal Dutch-Paris leden gearresteerd.
Ook de naam van Gabrielle stond in het kladblok. Zij werd door de Gestapo opgepakt en gevangengehouden in de Fresnes gevangenis in Parijs, omdat men hoopte dat kameraden haar zouden proberen te bevrijden. In Fresnes werd ze redelijk behandeld, maar toen deze val niet bleek te werken, werd ze in een goederenwagon afgevoerd naar een subkamp van het vrouwenconcentratiekamp Ravensbrück in Duitsland.
Königsberg/Neumark was een subkamp van Ravensbrück dat door Franse gevangenen ook Petit-Königsberg genoemd werd, om het plaatsje in Neumark van de stad Königsberg in Oost-Pruisen te onderscheiden. In dit concentratiekamp waren de omstandigheden onmenselijk en werd ze onderworpen aan zwaar werk en mishandelingen door kampbewaarders. Op 17 februari 1945, een aantal dagen na de bevrijding door de Russen, stierf ze in Königsberg/Neumark aan de gevolgen van ondervoeding.

## Erkenning
Voor haar inspanningen in de oorlog kreeg Gabrielle Weidner bij Koninklijk Besluit van 23 mei 1950, nr. 1, postuum het Verzetskruis toegekend. Haar naam staat op een verzetsgedenkplaat op het Nederlands ereveld Orry-la-Ville, net ten noorden van Parijs.

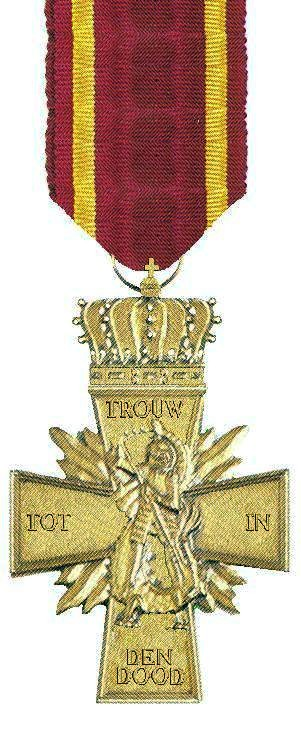
Verzetskruis 1940-1945